# Municipio di Eilenburg
Il municipio di Eilenburg (in tedesco Rathaus Eilenburg) è il palazzo municipale della città tedesca di Eilenburg.

## Storia
Il municipio venne costruito dal 1544 al 1545 trasformando alcune parti di una costruzione preesistente.
Dopo i danneggiamenti della seconda guerra mondiale, venne ricostruito dal 1945 al 1950.